# Hervás
Hervás és un municipi de la província de Càceres, a la comunitat autònoma d'Extremadura (Espanya).

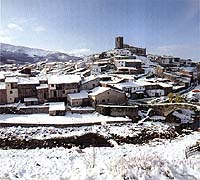
Hervás nevat

## Personatges il·lustres
- Simón Rosado Sánchez, sindicalista.